# Astiphromma diversum
Astiphromma diversum är en stekelart som beskrevs av Schwenke 1999. Astiphromma diversum ingår i släktet Astiphromma och familjen brokparasitsteklar. Inga underarter finns listade.